# Hearst Networks
Hearst Networks (denumită anterior A+E Networks) este o companie americană multinațională de radioteleviziune fondată în 1984 în parteneriat de 50–50 între Hearst Communications și The Walt Disney Company prin divizia sa General Entertainment Content. Compania deține numeroase mărci de canale de televiziune de nonficțiune și divertisment, între care A&E, History, Lifetime, FYI și canalele soră asociate, și deține pachete de acțiuni în sau licențiază filialele sale internaționale.

## Unități
- A&E Networks International
- A&E Studios LLC
  - A&E Originals[1]
  - A&E IndieFilms
  - A&E Films
- A&E Networks Digital
  - Crime 360
  - History Vault
  - Lifetime Movie Club
  - Lively Place (canal OTT)
- A+E Ventures
  - Atlas Obscura
  - Beautycon
  - LawNewz Network (nume de afacere Law & Crime Network) (pachet de acțiuni)[2]
  - Philo (codeținut cu AMC Networks, Paramount Global și Warner Bros. Discovery)
  - Propagate Content (pachet de acțiuni)[3]
  - Samba TV
  - Reel One Entertainment (35%)[4]
  - Vice Media (20%)[5]
    - Vice TV
- Consumer Enterprises
  - Alien Con[6]
  - Bring It Live!
  - History Con[6]
  - History Talk[6]
  - History Speaks[6]
- Six West Media
- 45th & Dean
- A&E Home Entertainment

### Canale de televiziune

#### În România
- Crime & Investigation
- History (codeținut cu AMC Networks International)

#### Alte canale
- A&E
- Blaze (codeținut cu AMC Networks International)
- Defy (rețea de radioteleviziune; codeținut cu Free TV Networks)[7]
- FYI
- History US
- History en Español
- H2 (codeținut cu AMC Networks International)
- Lifetime Entertainment Services
  - Lifetime
  - LMN
  - LRW
- Military History